# Japanska kapitulationen

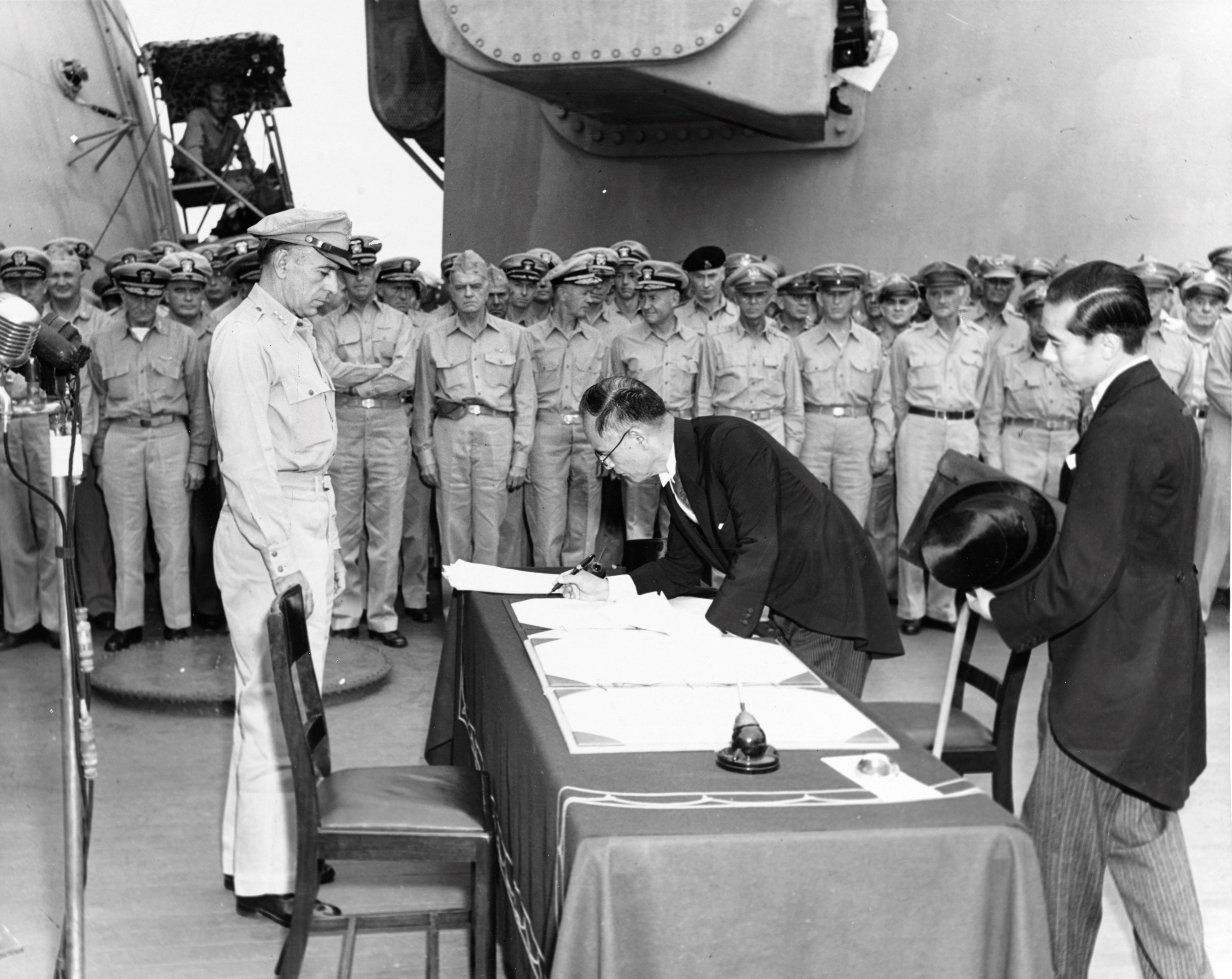
Japans utrikesminister Mamoru Shigemitsu undertecknar kapitulationsdokumenten ombord på när general Richard K. Sutherland ser på, 2 september 1945.

Japanska kapitulationen avser japanska imperiets kapitulation den 15 augusti och som undertecknas formellt den 2 september 1945 vilket förde andra världskriget mot sitt slut.

## Bakgrund
I slutet av juli 1945 var den kejserliga japanska flottan oförmögen att bedriva stora operationer och en allierad invasion av Japan var nära förestående. Medan man offentligt avsåg att kämpa på till det bittra slutet gav Japans ledare, (Högsta rådet för krigets inriktning, även känd som "Big Six"), privata vädjanden till det neutrala Sovjetunionen för att medla fred på villkor förmånligare för japanerna. Samtidigt förberedde Sovjetunionen sig för att attackera japanska styrkor i Manchuriet och Korea i uppfyllandet av löften de i hemlighet hade gjort till USA och Storbritannien på Teheran- och Jaltakonferenserna.
Den 6 augusti 1945 detonerade USA en atombomb över den japanska staden Hiroshima. Sent på kvällen den 8 augusti 1945, i enlighet med Jaltaavtalen, men i strid med sovjet-japanska pakten, förklarade Sovjetunionen krig mot Japan, och strax efter midnatt den 9 augusti 1945 invaderade Sovjetunionen den kejserliga japanska marionettstaten Manchukuo. Senare samma dag fällde USA en andra atombomb, denna gång på den japanska staden Nagasaki. Den kombinerade chocken av dessa händelser gjorde att kejsar Hirohito ingrep och beordrade Högsta rådet för krigets inriktning att acceptera villkoren de allierade hade lagt fram i Potsdamdeklarationen för Japans kapitulation. Efter flera dagar av förhandlingar och en misslyckad statskupp, gav kejsar Hirohito ett inspelat radiotal till imperiet den 15 augusti. I radiotalet, som kallades Gyokuon-hōsō ("Jewel Voice Broadcast"), meddelade han Japans kapitulation till de allierade.
Den 28 augusti påbörjades Supreme Commander of the Allied Powers ockupation av Japan. Kapitulationsceremonin hölls den 2 september, ombord på det amerikanska slagskeppet USS Missouri (BB-63), där tjänstemän från den japanska regeringen undertecknade kapitulationsdokumenten som därmed avslutade fientligheterna. Allierad civil och militär personal firade V-J Day, slutet på kriget. Några enstaka soldater och personal från japanska imperiets vidsträckta styrkor i hela Asien och Stillahavsöarna vägrade dock att kapitulera i månader och år efteråt, vissa till och med in på 1970-talet. Den roll som atombombningarna hade i den japanska kapitulationen, och etiken i de två attackerna, debatteras fortfarande. Krigstillståndet avslutades formellt när San Francisco-fördraget trädde i kraft den 28 april 1952. Ytterligare fyra år gick innan Japan och Sovjetunionen undertecknade den sovjetisk-japanska gemensamhetsförklaringen 1956, som formellt gjorde slut på deras krigstillstånd.